# STS-129
STS-129 byla zásobovací mise raketoplánu Atlantis k Mezinárodní vesmírné stanici (ISS). Kromě dopravy zásob a náhradních dílů ke stanici posádka připravila ISS na přílet nového modulu Tranquility (Node 3), na Zemi se s posádkou raketoplánu vrátila členka 21. dlouhodobé expedice Nicole Stottová.

## Posádka
- Charles O. Hobaugh (3) – velitel
- Barry E. Wilmore (1) – pilot
- Leland D. Melvin (2) – letový specialista 1
- Randolph Bresnik (1) – letový specialista 2
- Michael James Foreman (2) – letový specialista 3
- Robert Satcher (1) – letový specialista 4

### Vracející se člen posádky ISS (Expedice 21)
- Nicole Stottová,[2] (2) – palubní inženýr na ISS

V závorkách je uveden dosavadní počet letů do vesmíru včetně této mise.

## Cíle mise

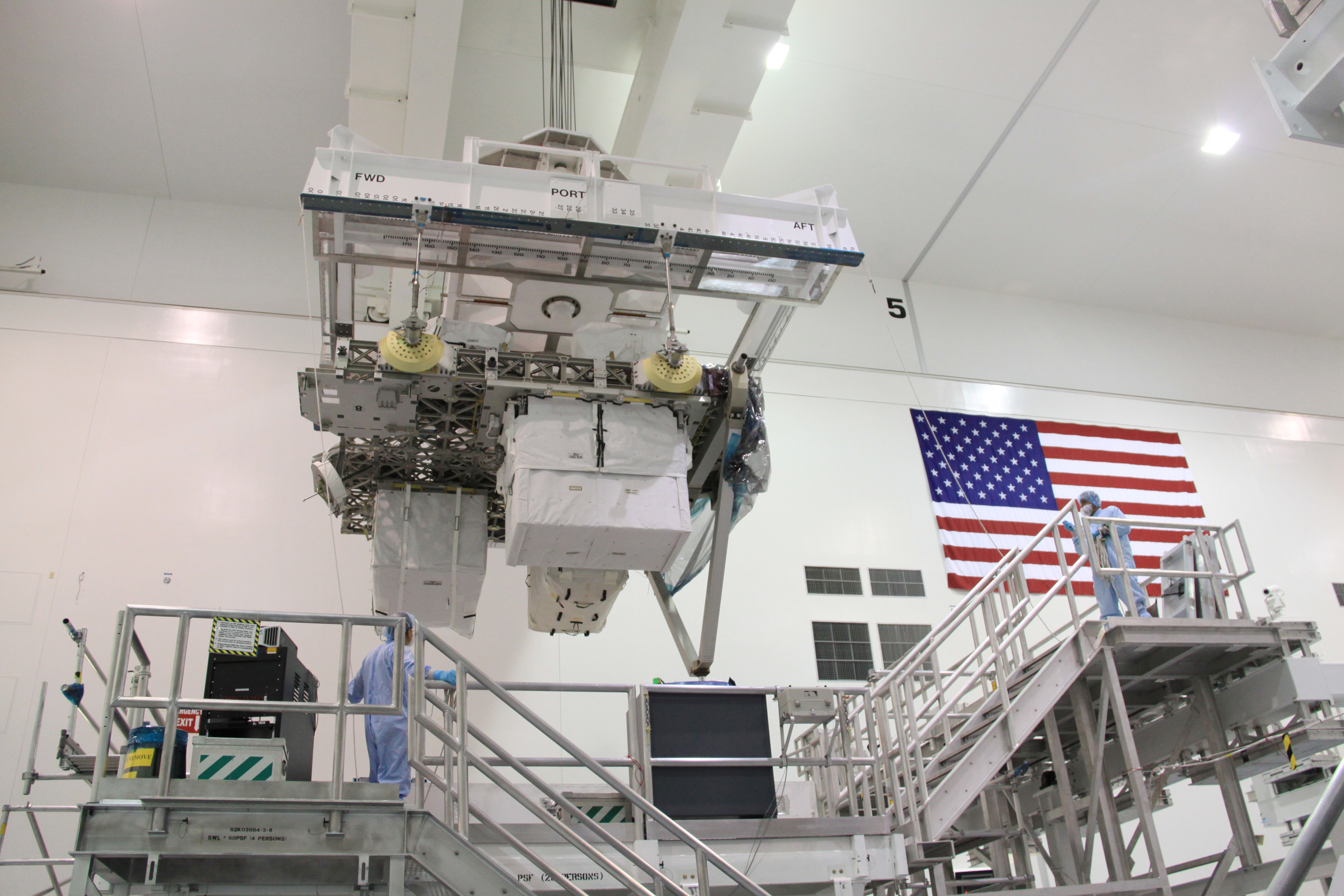
Příprava ELC-1 v montážní hale

Cílem STS-129 bylo umístit na povrch stanice náhradní díly pro zajištění dlouhodobého provozu ISS. Let má trvat 11 dní a během mise se uskutečnily 3 výstupy do kosmu (EVA). V nákladovém prostoru raketoplánu byly umístěny dvě externí nosné konstrukce ELC-1 a ELC-2 (ExPRESS Logistics Carrier) a na nich dva náhradní silové gyroskopy CMG (Control Moment Gyroscope) stabilizačního systému, dvě nádrže NTA (Nitrogen Tank Assembly) na dusík pro tlakování termoregulačního systému, nádrž s amoniakem ATA (Ammonia Tank Assembly), náhradní koncový úchopový modul LEE staničního manipulátoru SSRMS, dva moduly čerpadel pro termoregulační systém, buben s kabelem pro mobilní základnu (pojízdná plošina pro manipulátor SSRMS) a vysokotlaká nádrž s kyslíkem pro zásobování přechodové komory při výstupech do kosmu.
Kromě náhradních dílů raketoplán přivezl ke stanici množství zásob a experimentů. Při experimentu MISSE-7 (Materials International Space Station Experiment) byly na povrchu stanice umístěny držáky se 700 vzorky materiálů, vystavené působení kosmických vlivů. Mezi jinými se jednalo o vzorky materiálů skafandrů, které budou použity při lunárních misích a materiály solárních panelů kosmické lodě Orion.

## Předstartovní příprava
Raketoplán Atlantis byl převezen z budovy OPF-1 (Orbiter Processing Facility) do montážní budovy VAB (Vehicle Assembly Building) 6. října 2009. Po připojení externí nádrže ET (External Tank) a startovacích motorů SRB (Solid Rocket Booster) byla celá sestava STS-129 převezena na startovací komplex LC-39A ve středu 14. října 2009. Kontejner s nákladem byl na rampu dopraven 30. října 2009. Zkušební odpočítávání TCDT (Terminal Countdown Demonstration Test) za účasti letové posádky proběhlo 3. listopadu 2009.

## Průběh letu

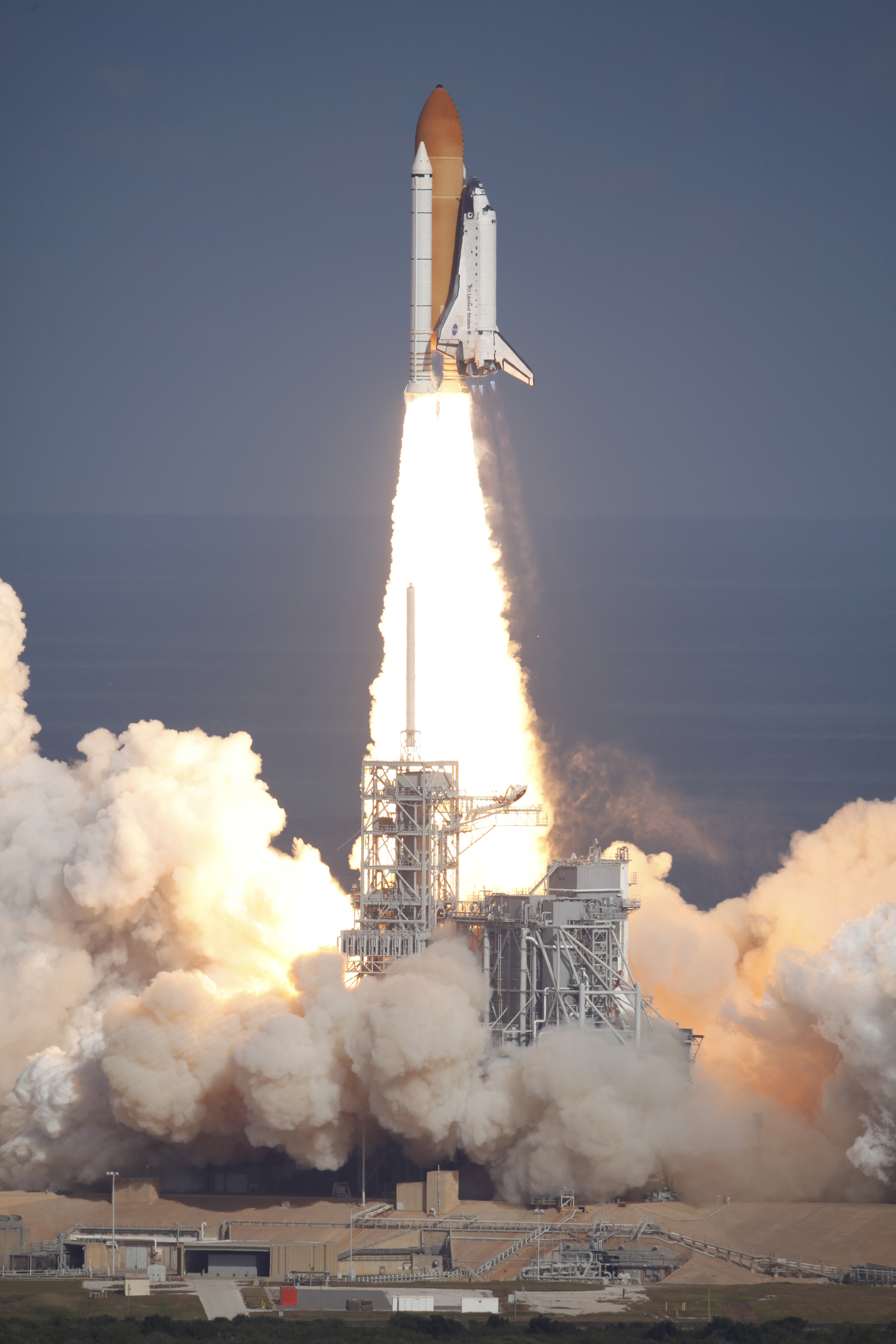
Start mise STS-129 16. listopadu 2009

### 1. letový den - Start
Po bezproblémovém průběhu odpočítávání raketoplán Atlantis odstartoval do kosmu 16. listopadu 2009 v 19:28 UTC.

### 2. letový den - Kontrola tepelné ochrany raketoplánu
V úterý 17. listopadu 2009 především proběhla standardní kontrola tepelné ochrany raketoplánu pomocí senzorů OBSS (Orbiter Boom Sensor System) na dlouhém nástavci, umístěnem na konci raketoplánového manipulátoru SRMS (Shuttle Remote Manipulator System). Během dne byly provedeny sbližovací manévry a pokračovaly přípravy na připojení k Mezinárodní kosmické stanici ISS (astronauti nainstalovali středovou kameru do spojovacího adaptéru a vysunuli připojovací mechanizmus). Proběhla také kontrola skafandrů pro budoucí výstupy do otevřeného kosmu.

### 3. letový den - Připojení ke stanici ISS
Po několika závěrečných sbližovacích manévrech se Atlantis dostal do blízkosti stanice ISS a ve vzdálenosti cca 200 m pod stanicí provedl otočku RPM (Rendezvous Pitch Maneuver), aby kosmonauti z ISS mohli vyfotografovat spodní část raketoplánu. Vlastní připojení k ISS pak nastalo s mírným předstihem proti plánu v 16:51 UTC. O dvě hodiny později byly otevřeny poslední průlezy a obě posádky se setkaly na palubě stanice. Nicole Stottová se v tom okamžiku stala členkou posádky STS-129 a ukončila svou činnost v rámci dlouhodobé posádky ISS.
Ještě před koncem třetího letového dne byla první plošina ELC1 pomocí manipulátorů SRMS a SSRMS vyzdvižena z nákladového prostoru raketoplánu a připojena ke spodní části P3 na hlavním nosníku stanice ISS. Na plošině ELC1 byly umístěny tyto náhradní díly: nádrž s amoniakem ATA (Ammonia Tank Assembly), nabíjecí elektronika BCDU (Battery Charger Discharge Unit), silový gyroskop CMG (Control Moment Gyroscope), úchopové zařízení LEE (Latching End Effector) pro manipulátor SSRMS, nádrž s dusíkem NTA (Nitrogen Tank Assembly), plazmový kontaktor PCU (Plasma Contactor Unit) a čerpadlo amoniaku PMA (Pump Module Assembly). Na ELC1 byly ještě dvě volné pozice na pozdější umístění dalších dílů.

### 4. letový den - Výstup EVA-1
První výstup do kosmu v rámci mise STS-129 proběhl ve čtvrtek 19. listopadu 2009. Foreman a Satcher během výstupu EVA-1 nainstalovali náhradní anténu SASA (S-band Antenna Support Assembly) na nosník Z1, příchytku potrubí amoniaku na modul Unity, promazali úchopové mechanizmy na mobilní základně MBS (Mobile Base System) a na japonském manipulátoru JEM RMS, připravili kabeláž pro anténu SGANT (Space to Ground Antenna) na nosníku Z1, propojili dva konektory na nosníku S0, které jsou nutné pro budoucí modul Tranquility, a v nadplánu ještě vyklopili jednu konstrukci PAS (Payload Attachment System) na nosníku S3. Úspěšný výstup EVA-1 trval celkem 6 hodin a 37 minut.
V noci na 20. listopadu 2009 se na ISS automaticky spustil poplach, upozorňující na snižování tlaku ve stanici, a následně se pak spustil i požární poplach. Brzy se ukázalo, že prvotní tlakový poplach byl falešný a jeho následkem bylo zastavení ventilátorů ve stanici, na což po chvíli zareagoval bezpečnostní systém v modulu Columbus požárním poplachem. Posádka nebyla v ohrožení, ale událost astronauty vyrušila ze spánku, takže řídicí středisko posunulo budíček dalšího dne o 30 minut.

### 5. letový den - Přenášení nákladu
V pátek 20. listopadu pracovníci řídicího střediska v Houstonu informovali posádku o tom, že tepelná ochrana raketoplánu byla vyhodnocena jako nepoškozená a schopná zajistit bezpečný návrat na Zemi. Žádná cílená kontrola už tedy nebyla potřeba a astronautům tak odpadl jeden z původně plánovaných úkolů. Na programu dne byly dvě tiskové konference, přenášení nákladu a přípravy na výstup EVA-2 a instalaci plošiny ELC2 na staniční nosník S3.
Falešný podtlakový poplach se na ISS zpustl i v noci na 21. listopadu (včetně následného požárního poplachu). Přesná příčina zatím nebyla jasná. Tlak v interiéru stanice zůstal normální, ale poplach přerušil standardní proceduru kosmonautů před výstupem do kosmu, kdy spí v modulu Quest ve sníženém tlaku atmosféry. Tentokrát museli spánek dokončit v normálním tlaku, takže před výstupem jim nezbylo, než déle dýchat čistý kyslík z masek. To způsobilo mírný odklad zahájení výstupu EVA-2.

### 6. letový den - Výstup EVA-2

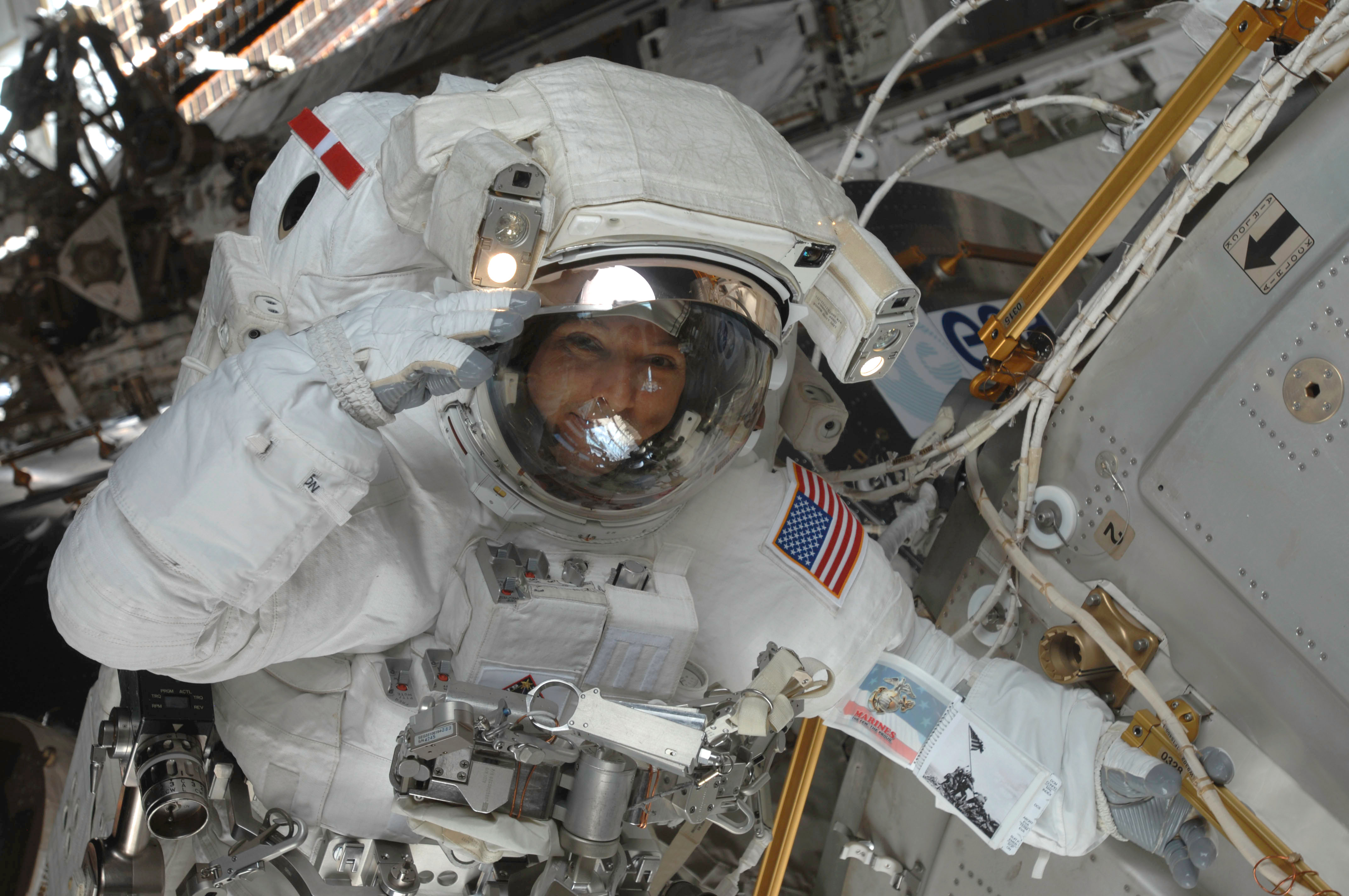
Randolph Bresnik během druhého výstupu do vesmíru

Ještě před zahájením výstupu EVA-2 byla 21. listopadu plošina ELC2 vyzdvižena z nákladového prostoru raketoplánu a nainstalována na staniční nosník S3. Na ELC2 se nacházel další gyroskop CMG, čerpadlo PMA, plná dusíková nádrž NTA, kontejner CTC (Cargo Transportation Container) s řadou menších náhradních dílů, vysokotlaká kyslíková nádrž HPGT (High-Pressure Gas Tank) a buben s kabelem pro mobilní transportér TUS-RA (Trailing Umbilical System—Reel Assembly). Na ELC2 zůstala jedna volná pozice pro případné pozdější připojení dalšího bloku vybavení nebo náhradních dílů. Během výstupu EVA-3 mají být na ELC2 ještě namontovány dvě desky s materiálovými experimenty MISSE 7 (Materials International Space Station Experiment 7), které jsou zatím uskladněny v nákladovém prostoru raketoplánu.
Foreman a Bresnik zahájili výstup EVA-2 ve 14:31 UTC (cca o hodinu později proti původnímu plánu). Mezi úkoly EVA-2 patřila instalace adaptéru GATOR (Grappling Adaptor to On-Orbit Railing) na modul Columbus (sestava GATOR se skládala ze dvou antén a příslušné kabeláže), přemístění měřicí jednotky FPMU (Floating Potential Measurement Unit) z S1 na P1, vyklopení další konstrukce PAS (Payload Attachment System) na S3 a instalace jednotky WETA (Wireless video system External Transceiver Assembly) pro bezdrátový přenos videosignálu z kamer na helmách skafandrů. Všechny tyto úkoly se podařilo splnit a v nadplánu byl ještě vyklopen další (poslední) PAS na S3 a provedeno pár drobnějších prací na povrchu stanice (kontrola kabeláže, úpravy držáků EVA vybavení). Výstup EVA-2 skončil ve 20:39 UTC (trval 6 hodin a 8 minut).

### 7. letový den - Volno a tiskové konference
V neděli 22. listopadu měli astronauti na ISS trochu osobního volna, ale absolvovali také dvě tiskové konference a připravovali vše potřebné pro pondělní závěrečný výstup do kosmu (EVA-3). Během dne dostal Randy Bresnik ze Země radostnou zprávu, že jeho žena porodila zdravou dcerku.

### 8. letový den - Výstup EVA-3
Satcher a Bresnik vystoupili potřetí do kosmu 23. listopadu ve 13:24 UTC. Zahájení výstupu EVA-3 mělo cca hodinové zpoždění proti plánu kvůli problému s ventilem u nádoby na pití v Satcherově skafandru. Během výstupu astronauti úspěšně nainstalovali novou kyslíkovou nádrž HPGT (High-Pressure Gas Tank) na povrch modulu Quest (sestava nádrže HPGT měří téměř 2 metry a má hmotnost přes 550 kg), namontovali dvě desky s experimenty MISSE-7A a 7B na plošinu ELC2 a přenesli dva panely proti mikrometeoritům z modulu Quest na externí plošinu. Kromě toho stihli udělat pár drobnějších prací v nadplánu (povolení šroubu u jedné nádrže s amoniakem, která bude příští rok vyměněna, instalace izolačních pokrývek na mobilní servisní systém a instalace hadicových spojek mezi nosníky P1/P3 a S1/S3). Výstup EVA-3 byl zakončen v 19:06 UTC (trval 5 hodin a 42 minut).

### 9. letový den - Rozloučení posádek
V úterý dopoledne byla zvýšena dráha ISS pomocí manévrovacích motorků raketoplánu o cca 1,5 km. Během dne proběhla závěrečná společná tisková konference a slavnostní předání velení ISS mezi Frankem De Winne a Jeffem Williamsem (čistě technicky ale byla Expedice oficiálně zahájena až po odletu Sojuzu TMA-15 od ISS 1. prosince 2009). Odpoledne (kolem 17:30 UTC) se posádky rozloučily a byly uzavřeny průlezy mezi raketoplánem a stanicí. Na palubu raketoplánu přešla i Nicole Stottová, která tak ukončila svůj dlouhodobý pobyt na ISS). Obě tělesa zůstala spojena ještě přes noc.

### 10. letový den - Odpojení od ISS a kontrola povrchu raketoplánu
Raketoplán Atlantis se odpojil od ISS ve středu 25. listopadu v 9:53 UTC. Po standardním inspekčním obletu stanice se raketoplán motorickým separačním manévrem vzdálil. Ještě téhož dne odpoledne byla provedena závěrečná kontrolu povrchu raketoplánu pomocí senzorů OBSS.

### 11. letový den - Přípravy na přistání
Ve čtvrtek 26. listopadu astronauti otestovali systémy raketoplánu, potřebné pro návrat na Zemi a provedli i další nezbytné činnosti před přistáním (úklid kabiny, zaklopení parabolické antény pro pásmo Ku). Z řídicího střediska bylo také potvrzeno, že povrch raketoplánu je podle dat z OBSS v pořádku.

### 12. letový den - Přistání na KSC

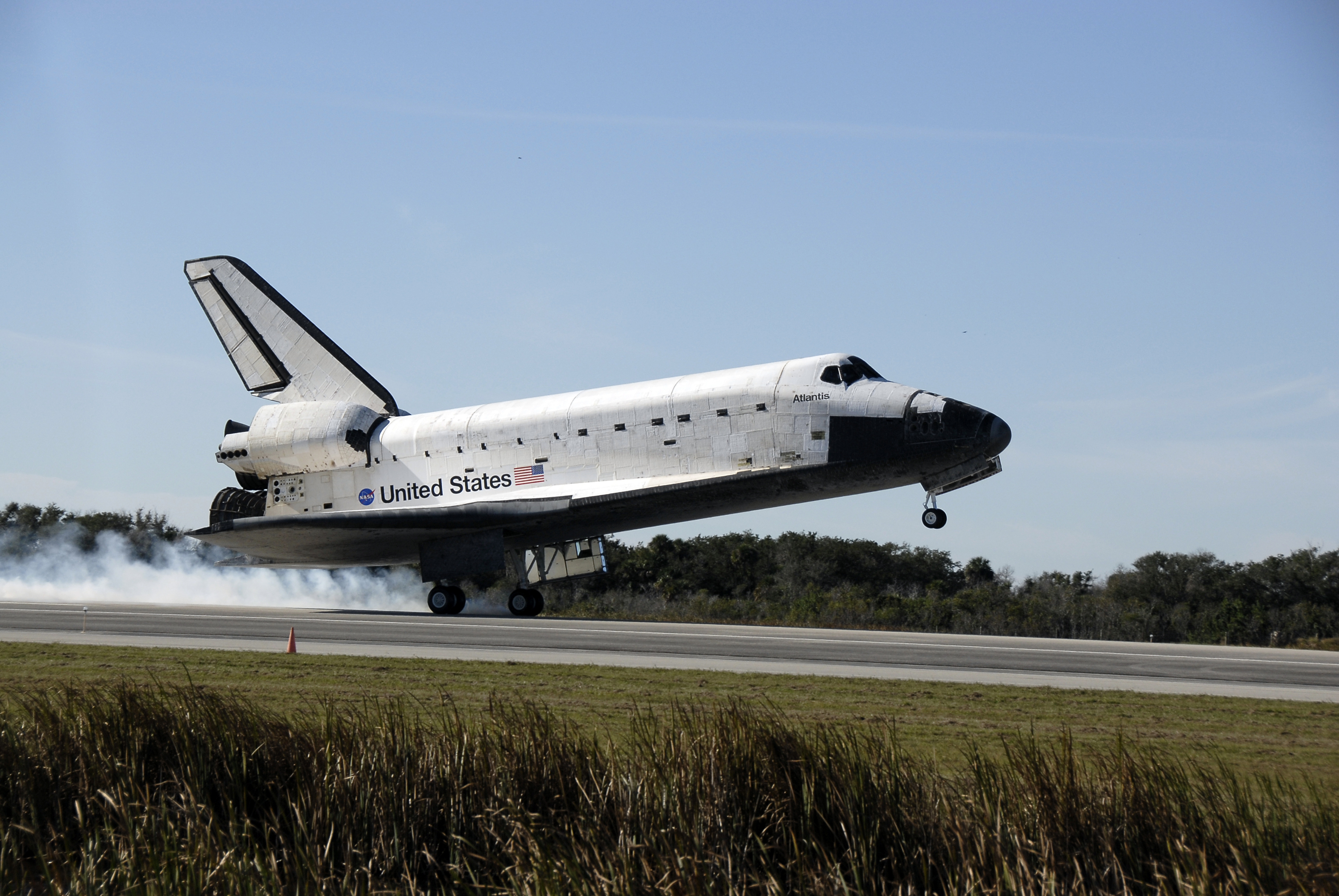
Přistání Atlantisu na Floridě

Poslední přípravy na přistání proběhly bez problémů a počasí na Floridě bylo výborné, takže raketoplán Atlantis přistál hned při první plánované příležitosti na dráze č. 33 letiště SLF (Shuttle Landing Facility) na Kennedyho vesmírném středisku v pátek 27. listopadu 2009 ve 14:44 UTC. Mise STS-129 tedy trvala celkem 10 dní, 19 hodin a 16 minut.
"Vítej doma, Atlantis, gratulujeme Vám k velice úspěšné misi" si vyslechla posádka z řídícího střediska v Houstonu.

## Zajímavosti
Raketoplán vezl na orbitální komplex také 4000 háďátek obecných (Caenorhabditis elegans), na kterých se ověřovalo působení stavu beztíže na živý organismus. Tento druh červů také přežil pád raketoplánu Columbia z výšky 62 130 m při misi STS-107. 
Zpět na Zemi Atlantis STS-129 dopravil šest myší, které byly na orbitální komplex ISS dovezeny při misi STS-128 v září raketoplánem Discovery. Mezitím 3 z neznámých příčin uhynuly.